# Villartoso
Villartoso es una localidad  de la provincia de Soria, partido judicial de Soria,  Comunidad Autónoma de Castilla y León, España. Pueblo de la comarca de  Tierras Altas que pertenece al municipio de Santa Cruz de Yanguas.

Para la administración eclesiástica de la Iglesia católica, forma parte de la Diócesis de Osma la cual, a su vez, pertenece a la Archidiócesis de Burgos.

## Comunicaciones
Localidad situada en la carretera provincial SO-P-1103 que partiendo de la autonómica SO-615 nos lleva en dirección oeste a Las Aldehuelas y a Santa Cruz de Yanguas. El pueblo está antes de llegar a Santa Cruz de Yanguas.

## Descripción del pueblo
Lo atraviesa una vía pecuaria que viene de La Laguna y se une a la Cañada Real. Su paisaje tiene un excelente bosque de ribera y hayedos de gran belleza.

## Patrimonio
Parroquia de San Benito y varios yacimientos de icnitas.

## Fiestas
Fiestas 11 de julio San Benito y 15 de agosto Asunción de María.